# Celastrina puspargiolus
Celastrina puspargiolus är en fjärilsart som beskrevs av Chapman. Celastrina puspargiolus ingår i släktet Celastrina och familjen juvelvingar. Inga underarter finns listade i Catalogue of Life.